# Michel Gabrysiak
Michel Gabrysiak, né le 5 août 1935 à Varsovie en Pologne et mort en Crète le 21 novembre 2020, est un journaliste, présentateur et producteur de télévision français.

## Biographie
Gabrysiak est connu pour avoir présenté sur CNBC un talk show hebdomadaire avec les dirigeants financiers, économiques et politiques du monde entier. En 1960, il crée le jeu de société Familion.
Ancien journaliste économique à L'Aurore,, Président-fondateur de la Fondation Finance, président de la Financière Atlas, directeur de MoonScoop, on lui doit des articles sur la finance publiés entre autres dans Le Monde et Le Figaro magazine ainsi que des émissions télévisées sur la civilisation musulmane et judéo-musulmane.
Son roman La Guéniza, co-écrit avec Sylvie Crossman, publié par les éditions du Seuil en 1987, reçoit l'année suivante le Prix Jean-d'Heurs du roman historique.

## Publications
- 1968 : Cadres, qui êtes vous ?, Robert Laffont
- 1969 : Saint-Gobain b.s.n. Comment l'audace vient au capitalisme, Fayard
- 1987 : avec Sylvie Crossman, La Guéniza, roman, Le Seuil